# ノブナガ (お笑いコンビ)
ノブナガは、かつて太田プロダクションで活動していた日本のお笑いコンビ。2020年8月解散。

## メンバー
- 岩永 達彦（いわなが たつひこ、1993年1月4日（32歳） - ）ボケ担当。立ち位置は向かって左。
  - 大阪府大阪市生野区出身。
  - 身長166cm、58kg、A型。
  - 趣味はドラム・野球
  - ワラチャン! U-20お笑い日本一決定戦に、ピン芸人として準決勝進出経験がある。
  - ファッションブランド「ELCOA」を手がけ、ファッションデザイナーとしても活動している。
  - 元the engine stallのメンバーでドラム担当。また、ゼニナキコのリーダーとしてドラムを担当していた。
  - 2019年3月20日放送の青春高校3年C組にて、突発性難聴（機能性難聴）を発症したことを発表し、活動休止。その後番組に復帰したが、完治はしていない。
  - 2022年3月6日、YouTuberグループ「禁断ボーイズ」のメンバー「たっつん」として加入を発表。
  - 禁断ボーイズ脱退後、YouTuberグループ「雨来ズ。」とのコラボ動画で「コスモハイツ205」のお面をつけ顔出しを行なっていない大家さんであることを明かした。
  - 2023年脳梗塞。後遺症なく回復。
- 信太 優人（しのだ ゆうと、1993年10月30日（31歳） - ）ツッコミ担当。立ち位置は向かって右。
  - 奈良県大和郡山市出身。
  - 身長174cm、60kg、O型。
  - 趣味はギャンブル全般
  - 特技は強い痛みに耐えられること。居候。
  - 人のオーラを見ることができる。
  - コンビ解散後はYouTubeチャンネル「ゴニンジャー」の演出を担当し、自身も出演している。（モモニンジャーとして出演）
  - 2022年、お笑いコンビ「あぐら」を結成するが年内で解散。

## 略歴
- 2012年3月 - 大阪NSC35期生卒業、「ハイレート」としてよしもとクリエイティブ・エージェンシー（東京吉本）に所属
- 2016年1月 - 解散してよしもとクリエイティブ・エージェンシーを退社するが、程なくして再結成し「ノブナガ」に改名、フリーで活動を開始
- 2017年
  - 1月 - 太田プロJr.ライブ出演
  - 6月 - 太田プロライブ月笑G2出演
  - 10月 - 太田プロエンタテイメント学院東京10期生卒業
- 2018年3月 - およそ100組の若手芸人の中から「青春高校3年C組」の教育実習生に選ばれ、レギュラー出演することが決定した[1]。なお、事務所の推薦枠には当初入っていなかったが、佐久間宣行プロデューサーにtwitterで直訴してオーディション出場権を得た[2]。レギュラーはこの1本のみながら、帯番組であるためニホンモニター集計の2018年度ブレイクタレントランキングでは第2位にランクインした（第1位は同じく「青春高校3年C組」でレギュラーとして共演する中井りか）。
- 2019年11月29日、番組企画をきっかけに制作された信太優人初監督映画作品『アダルトチルド』が上映開始[3]。
- 2020年8月 - 解散を発表。岩永は引退（のちYouTuber）、信太は芸人を続ける。

## 賞レース成績
- モテワン2016 - 決勝進出
- M-1グランプリ2016 - 3回戦進出
- フリー芸人最強決定戦 THE VERY BEST OF FREE 2017 - 決勝進出
- M-1グランプリ2017 - 3回戦進出
- キングオブコント2018 - 準々決勝進出
- M-1グランプリ2018 - 3回戦進出

## 出演歴

### テレビ
- 青春高校3年C組若手芸人決定スペシャル(テレビ東京、2018年3月30日)
- 青春高校3年C組  （テレビ東京、2018年4月4日 - 2019年3月13日）レギュラー 教育実習生[4]
- 勇者ああああ        (テレビ東京、2018年10月11日)
- 番組制作権争奪リアリティーショー クリエイターズファンディング（AbemaTV、2019年4月12日 - 、） - 信太のみ
- 賢くリサーチ良品タイムズ(BS11イレブン、2019年8月14日)-信太のみ
- ノブナガの、占い師は人のこと言う前に自分のこと考え？（GERA放送局、毎週火曜日20時放送）

### 映画
- アダルトチルド（2019年11月29日）※信太が監督・脚本、岩永が出演

### 岩永 達彦
- たっつん（岩永 達彦） (@tatsuhiko_0104) - X（旧Twitter）

### 信太 優人
- 信太優人 (@10nobu30) - X（旧Twitter）
- Yūto Shinoda - TMDb

| スタブアイコン | サブスタブ | この項目は、まだ閲覧者の調べものの参照としては役立たない、お笑いタレント・コメディアンに関連した書きかけの項目です。この項目を加筆・訂正などしてくださる協力者を求めています（P:お笑い/PJ:お笑い）。 |